# Радосин
Радосин је насеље у Србији у општини Бабушница у Пиротском округу. Према попису из 2022. било је 16 становника. До 2008. године званичан назив насеља је био Радосињ.

## Прошлост
Место "Радосињ" је пописано 1879. године у оквиру среза Власотиначког. Ту има тада 42 куће са 380 мештана, неије било писмених особа а број пореских глава износио је 74.

## Демографија
У насељу Радосин живи 63 пунолетна становника, а просечна старост становништва износи 51,4 година (46,4 код мушкараца и 56,3 код жена). У насељу има 25 домаћинстава, а просечан број чланова по домаћинству је 2,84.
Ово насеље је великим делом насељено Србима (према попису из 2002. године).
|  |

| Демографија | Демографија | Демографија |
| Година      | Становника  | Становника  |
| ----------- | ----------- | ----------- |
| 1948.       | 594         |             |
| 1953.       | 554         |             |
| 1961.       | 498         |             |
| 1971.       | 445         |             |
| 1981.       | 298         |             |
| 1991.       | 151         | 151         |
| 2002.       | 71          | 71          |
| 2011.       | 41          |             |
| 2022.       | 16          |             |

| Етнички састав према попису из 2002.‍ | Етнички састав према попису из 2002.‍ | Етнички састав према попису из 2002.‍ | Етнички састав према попису из 2002.‍ | Етнички састав према попису из 2002.‍ |
| ------------------------------------ | ------------------------------------ | ------------------------------------ | ------------------------------------ | ------------------------------------ |
|                                      |                                      |                                      |                                      |                                      |
| Срби                                 | Срби                                 |                                      | 70                                   | 98,59%                               |
| непознато                            | непознато                            |                                      | 1                                    | 1,40%                                |

| Година пописа     | 1948. | 1953. | 1961. | 1971. | 1981. | 1991. | 2002. |
| ----------------- | ----- | ----- | ----- | ----- | ----- | ----- | ----- |
| Број домаћинстава | 71    | 74    | 79    | 82    | 68    | 46    | 25    |

| Број чланова      | 1 | 2  | 3 | 4 | 5 | 6 | 7 | 8 | 9 | 10 и више | Просек |
| ----------------- | - | -- | - | - | - | - | - | - | - | --------- | ------ |
| Број домаћинстава | 3 | 11 | 5 | 3 | 1 | 0 | 2 | 0 | 0 | 0         | 2,84   |

| Пол    | Укупно | Неожењен/Неудата | Ожењен/Удата | Удовац/Удовица | Разведен/Разведена | Непознато |
| ------ | ------ | ---------------- | ------------ | -------------- | ------------------ | --------- |
| Мушки  | 30     | 6                | 21           | 2              | 1                  | 0         |
| Женски | 33     | 3                | 21           | 8              | 1                  | 0         |
| УКУПНО | 63     | 9                | 42           | 10             | 2                  | 0         |

| Пол    | Укупно                    | Пољопривреда, лов и шумарство | Рибарство                            | Вађење руде и камена | Прерађивачка индустрија       |
| ------ | ------------------------- | ----------------------------- | ------------------------------------ | -------------------- | ----------------------------- |
| Мушки  | 21                        | 17                            | 0                                    | 0                    | 0                             |
| Женски | 17                        | 14                            | 0                                    | 0                    | 0                             |
| УКУПНО | 38                        | 31                            | 0                                    | 0                    | 0                             |
| Пол    | Производња и снабдевање   | Грађевинарство                | Трговина                             | Хотели и ресторани   | Саобраћај, складиштење и везе |
| Мушки  | 0                         | 0                             | 0                                    | 0                    | 0                             |
| Женски | 0                         | 0                             | 0                                    | 0                    | 0                             |
| УКУПНО | 0                         | 0                             | 0                                    | 0                    | 0                             |
| Пол    | Финансијско посредовање   | Некретнине                    | Државна управа и одбрана             | Образовање           | Здравствени и социјални рад   |
| Мушки  | 0                         | 0                             | 0                                    | 1                    | 0                             |
| Женски | 0                         | 0                             | 0                                    | 0                    | 0                             |
| УКУПНО | 0                         | 0                             | 0                                    | 1                    | 0                             |
| Пол    | Остале услужне активности | Приватна домаћинства          | Екстериторијалне организације и тела | Непознато            | Непознато                     |
| Мушки  | 0                         | 0                             | 0                                    | 3                    | 3                             |
| Женски | 0                         | 0                             | 0                                    | 3                    | 3                             |
| УКУПНО | 0                         | 0                             | 0                                    | 6                    | 6                             |